# Ignacio Chapela
|  | Dieser Artikel wurde aufgrund von formalen oder inhaltlichen Mängeln in der Qualitätssicherung Biologie zur Verbesserung eingetragen. Dies geschieht, um die Qualität der Biologie-Artikel auf ein akzeptables Niveau zu bringen. Bitte hilf mit, diesen Artikel zu verbessern! Artikel, die nicht signifikant verbessert werden, können gegebenenfalls gelöscht werden. Lies dazu auch die näheren Informationen in den Mindestanforderungen an Biologie-Artikel. |

Ignacio Chapela (* 1959) ist ein mexikanisch-US-amerikanischer Mikrobiologe,  Ökologe und Mykologe an der University of California, Berkeley. Er bekleidet dort das Amt eines Associate Professors für mikrobielle Ökologie.
Er ist vor allem für einen 2001 in der Zeitschrift Nature erschienenen, kontrovers diskutierten Artikel über den Übergang von Mais-Transgenen in wilde Maispopulationen bekannt. In der Folge zeigte sich Chapela als ausgesprochener Kritiker der Kooperation zwischen der University of California und der Biotechnologie-Industrie. 
In einer späteren Auseinandersetzung mit der Universität, die seine Weiterbeschäftigung zunächst abgelehnt hatte, warf Chapela ihr politische Motive vor.
Chapela ist auch für seine Arbeit zu natürlichen Ressourcen und indigenen Rechten bekannt.
Chapela ist Senior Researcher bei GenØk, the National Center for Biosafety in Norwegen.
Im Dokumentarfilm Gekaufte Wahrheit – Gentechnik im Magnetfeld des Geldes wird Chapelas Fall ausführlich dargelegt.